# Lord Sempill

Wappen des Lord Sempill

Lord Sempill ist ein erblicher britischer Adelstitel in der Peerage of Scotland.
Der Titel wurde um 1489 für Sir John Sempill, geschaffen. Das genaue Datum der Verleihung ist nicht gesichert. Er fiel in der Schlacht von Flodden Field 1513. Der jeweilige Lord ist erblicher Clan Chief des Clan Sempill. Der Titel ist in Ermangelung direkter männlicher Nachkommen auch in weiblicher Linie vererbbar. Heute hat sein Nachfahre James Sempill, 21. Lord Sempill den Titel inne.
Der 17. Lord hatte 1846 auch den Titel 8. Forbes Baronet, of Craigievar in the County of Aberdeen, geerbt, der am 20. April 1630 in der Baronetage of Nova Scotia geschaffen worden war. Nach dem Tod des 19. Lords 1965 fiel dieser Titel an eine andere Linie der Familie.

## Liste der Lords Sempill (um 1489)
- John Sempill, 1. Lord Sempill († 1513)
- William Sempill, 2. Lord Sempill († 1552)
- Robert Sempill, 3. Lord Sempill (um 1505–1576)
- Robert Sempill, 4. Lord Sempill († 1611)
- Hugh Sempill, 5. Lord Sempill († 1639)
- Francis Sempill, 6. Lord Sempill (um 1622–1644)
- Robert Sempill, 7. Lord Sempill († 1675)
- Francis Sempill, 8. Lord Sempill (um 1660–1684)
- Anne Abercromby, 9. Lady Sempill († 1695)
- Francis Sempill, 10. Lord Sempill (um 1685–1716)
- John Sempill, 11. Lord Sempill († 1727)
- Hugh Sempill, 12. Lord Sempill (1688–1746)
- John Sempill, 13. Lord Sempill († 1782)
- Hugh Sempill, 14. Lord Sempill (1758–1830)
- Selkirk Sempill, 15. Lord Sempill (1788–1835)
- Maria Sempill, 16. Lady Sempill (1790–1884)
- William Forbes-Sempill, 17. Lord Sempill (1836–1905)
- John Forbes-Sempill, 18. Lord Sempill (1863–1934)
- William Forbes-Sempill, 19. Lord Sempill (1893–1965)
- Ann Forbes-Sempill, 20. Lady Sempill (1920–1995)
- James Sempill, 21. Lord Sempill (* 1949)

Titelerbe (Heir apparent) ist der Sohn des aktuellen Titelinhabers Francis Sempill, Master of Sempill (* 1979).